# Francesc Teixidó i Ponce
Francesc Teixidó Ponce (Montcada i Reixac, 4 d'abril de 1966) és un pianista i compositor català. És un autor força premiat i actiu al primer decenni del segle xxi, amb sardanes com Bell turó (1999) accèssit joves autors el premi Ramon Serrat i Albigaïl i Isabelta, premiades a Mollet el 2000 i 2001. El 2004 va guanyar el premi Memorial Francesc Basil per la sardana Aigües Tortes. D'aquest mateix premi en va quedar segon exaequo el 2008 amb la sardana Al cel siguis. També, el 2008, va rebre el Premi Manel Saderra Puigferrer. El 2013, va aconseguir l'accèssit del Premi de la Crítica de la Sardana amb ‘Ripoll, bressol i capital’ i, el 2015, va obtenir un dels títols guanyadors de la 9a edició del Premi Mestre Conrad Saló amb ‘Joia d'estiu’.